# Takemikazuchi

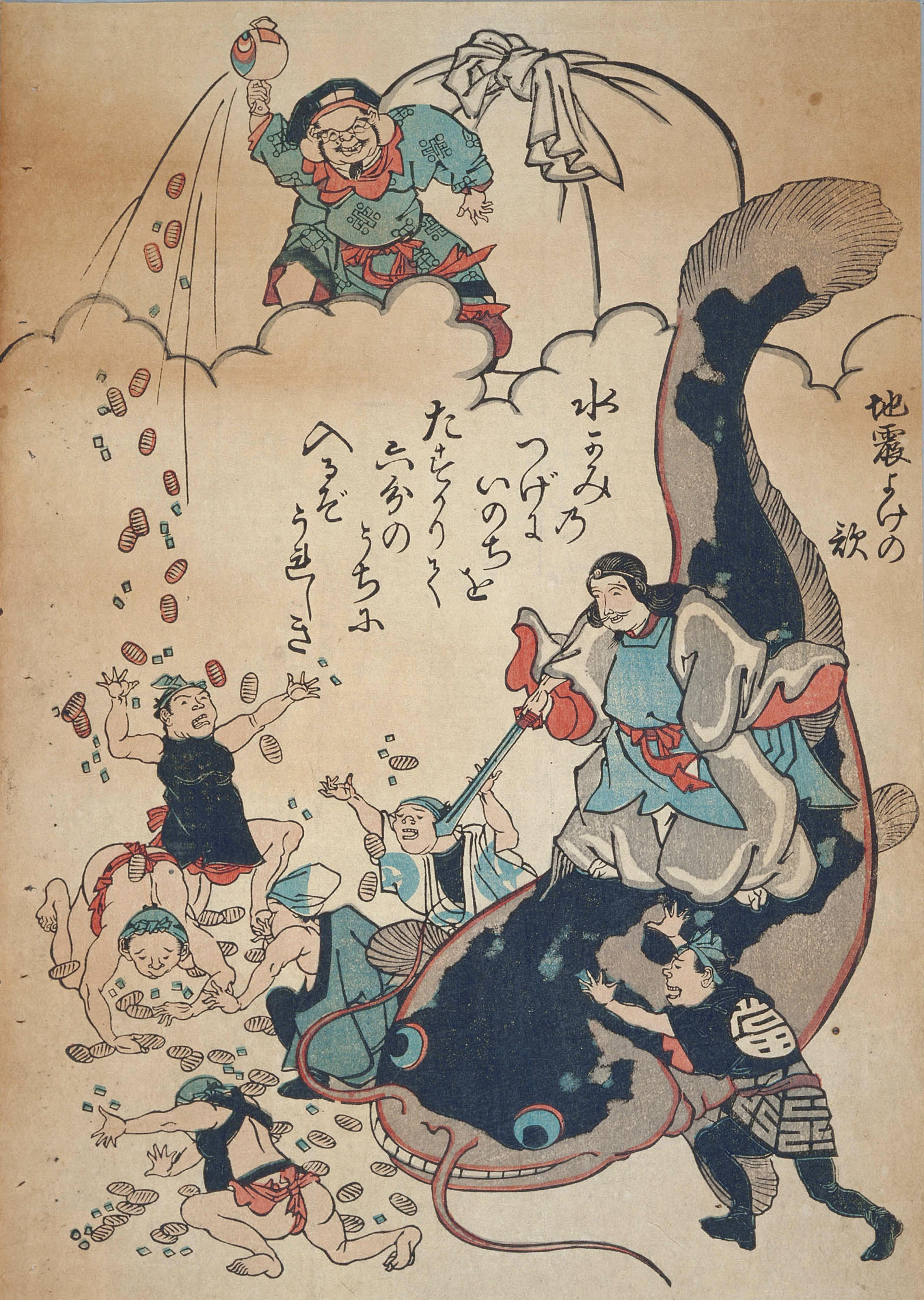
Canción de senderismo (un panfleto de madera de un namazu, octubre de 1855. El siluro se mantiene presionado por Kashima conocido como Takemikazuchi.

Takemikazuchi (建御雷 o 武甕槌) es una deidad de la mitología japonesa, considerado un dios del trueno y dios de la espada. También compitió en lo que se considera el primer combate de sumo registrado en la mitología.
También se le conoce como Kashima-no-kami, la principal deidad reverenciada del Santuario Kashima en Kashima, Ibaraki (y todos los demás santuarios subsidiarios de Kashima). En las imágenes del namazu-e o pez gato del Periodo Edo Takemikazuchi/Kashima es descrito tratando de someter a los siluros gigantes supuestamente habitan en el kaname-ishi (要石) de la masa de tierra japonesa y provocando sus terremotos. (Ver la imagen en la parte superior derecha).

## Formas del nombre
En el Kojiki a veces es escrito de forma completa 建御雷之男神. También lleva los nombres alternativos de Takefutsu (建布都神) y Toyofutsu (豊布都神).
En el Nihonshoki se utilizan diferentes conjuntos de caracteres para representar el nombre (武甕雷男神). Su primer traductor Aston llamó el nombre simplemente como Ikazuchi no Kami o "dios del trueno".
También se emplea una notación más simple (建雷命).

## Descripciones elKojikiy en elNihonshoki

### Nacimiento de los dioses
En el Kamiumi, episodios del Kojiki, la creación del dios Izanagi corta la cabeza de la deidad del fuego Kagutsuchi después de lo cual la sangre de la espada Totsuka-no-Tsurugi salpicó las rocas y dio a luz a varias deidades. La sangre de la punta de la espada engendró una tríada de deidades, y la sangre de cerca de la base de la hoja produjo otra tríada que incluía a Takemikazuchi.
El nombre de la espada Totsuka-no-Tsurugi empuñada por Izanagi está escrita como Ame-no-ohabari, también conocida como Itsu-no-ohabari. (Por lo tanto, Takemikazuchi es referido en algunos pasajes como el hijo de Itsu-no-o habari. Véase la siguiente sección).
El Nihonshoki da el mismo episodio en el mismo sentido general, aunque más vagamente con respecto a esta deidad.

### Conquista del País del Medio

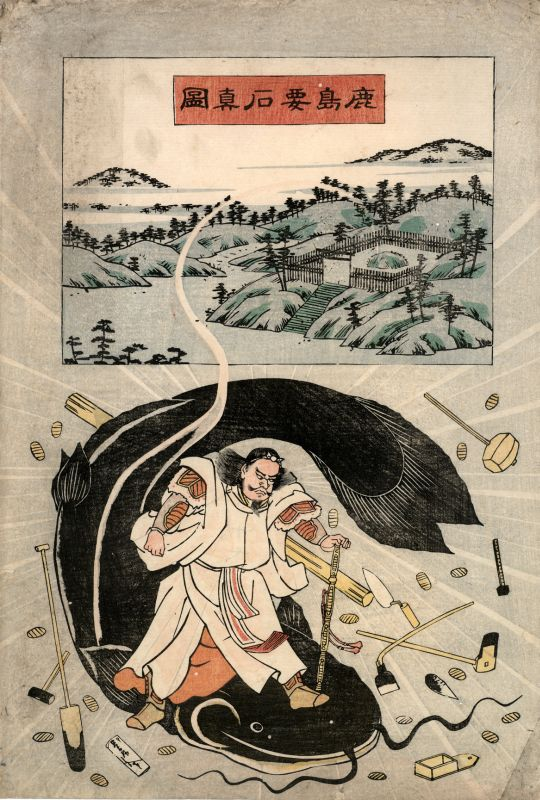
Otro namazu-e que representa a Kashima montando el bagre. La parte superior es la representación del kaname-ishi.

En los episodios donde los dioses de las planicies celestiales (Takamagahara) contemplan y ejecutan la conquista del mundo terrestre conocido como País del Medio (Ashihara no Nakatsukuni), Takemikazuchi es uno de los principales delegados enviados a subyugar a las deidades terrestres (kuni-tsu-kami).
En el Kojiki (capítulo Conquista de Izumo), las divinidades celestiales Amaterasu y Takamusubi decretaron que tampoco Takemikazuchi o su padre Itsu-no-ohabari deben ser enviados para la conquista. Itsu-no-ohabari (quien apareció anteriormente como una espada de diez puños) aquí tiene la mente y el habla de un dios sensible, y ofreció a su hijo Takemikazuchi para la campaña de subyugación. Takemikazuchi was accompanied por Ame-no-torifune (que puede ser un barco, así como ser un dios).
Las dos deidades llegaron a la tierra de Izumo en un lugar llamado "la pequeña orilla de Izasa/Inasa" (伊耶佐小浜) y metieron una "espada de diez puños" (Totsuka-no-Tsurugi) al revés en la cresta de la ola y sentó encima de ella, mientras le exigía al dios local Ōkuninushi a renunciar a la Provincia de Izumo a ellos. Ōkuninushi respondió que aplazaría la decisión a sus hijos deidades, y seguiría su ejemplo en su consejo. Uno de ellos, Kotoshironushi o Yae-Kotoshironushi quien había estado pescando, fue fácilmente persuadido de perder su autoridad y retirarse a la reclusión.
El otro, Takeminakata no concedería sin probar sus hazañas de fuerza contra Takemikazuchi. Cuando el retador agarró la mano de Takemikazuchi, se convirtió en un carámbano y luego en una espada, haciéndole encogerse. Takemikazuchi entonces agarró la mano de Takeminakata, aplastándola como una lengüeta joven. El retador, perseguido hacia el mar cerca de Suwa de Shinano (科野国之州羽海 en el texto del Kojiki), pidió clemencia por su vida, prometiendo mantenerse exiliado en esa región (de esta manera, el derrotado Takeminakata se convirtió en la deidad principal del Gran Santuario Suwa en la Prefectura de Nagano).
El combate mano a mano entre las dos deidades es considerado el mítico origen del sumo.
El Nihonshoki menciona a un compañero diferente para Takemikazuchi en la tarea de conquistar las tierras del País del Medio. Ese socio es Futsunushi (un dios que no se menciona en el Kojiki en el episodio del nacimiento de los dioses, así como este episodio).
Así como Takemikazuchi era la deidad principal del Santuario Kashima, este Futsunushi era el jefe del Santuario Katori. En los primeros siglos, cuando los gobernantes de Yamato hicieron campaña en las regiones de Kantō y de Tōhoku, rezarían a éstos a los dioses de la guerra para el éxito militar, de modo que los santuarios subsidiarios de los dos dioses se dispersen por todas estas regiones. La consagración de las deidades en Kashima y Katori se menciona brevemente en el Kogo Shūi (807).
El Nihonshoki cuenta que tiene otras discrepancias. La playa donde los dioses clavaron la "espada de diez puños" acá es llamada "Itasa". El dios principal de Izumo (Ōkuninushi) es llamado por el nombre de Ōanamuchi. El combate con Takeminakata está quedando en el olvido. Al final, Ōanamuchi/Ōkuninushi dio muestra de su reverencia presentando la lanza ancha que utilizó para pacificar la tierra. Saltando a un pasaje posterior (después de divagar sobre otros asuntos), el Nihonshoki relata el desembarco de Takemikazuchi y Futsunushi en la playa, esta vez indicando que Ōanamuchi verbalmente expresó resistencia a abandonar su regla, hasta que los dioses celestiales le prometieron una residencia palaciega para recompensar su abdicación.
Adjunto a los dos pasajes se menciona a una deidad de estrella llamada Amatsu-Mikaboshi, quien resistió hasta el final, y a quien Takemikazuchi y Futsunushi estaban particularmente deseosos de vencer. Este último pasaje indica que el ser que sometió al dios estrella, denominado Iwai no nushi (斎の大人) es consagrado en Katori, insinuando que podría ser Futsunushi. Sin embargo, el pasaje anterior menciona que un dios llamado Takehazuchi fue el vencedor del dios estrella.

### Conquista del Este del Emperador Jinmu
La espada de Takemikazuchi ayudó a Jinmu en su subyugación del este. En Kumano, el emperador y sus tropas fueron golpeados inconscientemente por la aparición de un oso (Kojiki) o gravemente debilitados por los vapores de veneno emitidos por los dioses locales (Nihonshoki). Pero un hombre llamado Takakuraji presentó un regalo de una espada, el emperador despertó, y sin él apenas blandiendo esta arma, las deidades malvadas de Kumano fueron cortadas espontáneamente. Cuando Jimmu preguntó, Takkuraji explicó que tenía una visión en un sueño donde las deidades supremas Amaterasu y Takamusubi estaban a punto de mandar a Takemikazuchi a descender a la tierra una vez más para pacificar las tierras, esta vez para ayudar al emperador. Sin embargo, Takemizuchi respondió que sería suficiente para enviar abajo la espada que utilizó durante sus campañas, y, perforando un agujero a través de una mina de Takakuraji, depositó la espada, ofreciendo al hombre para presentarla al emperador Jinmu. Esta espada llevaba los nombres de Futsu-no-mitama (布都御魂), Saji-futsu-no-kami (佐士布都神), Mika-futsu no kami (甕布都神). Esta espada es la principal dedicación (goshintai) guardada en el Santuario Isonokami.

## Comentario
Takemikazuchi fue originalmente un dios local (kuni-tsu-kami) venerado por el clan Ō (多氏 Ō no uji, también escrito 大 氏, etc.), y era un dios de los viajes marítimos. Sin embargo, el clan Nakatomi que también tiene raíces en esa región, y cuando asumieron el control de los deberes sacerdotales del clan Ō, también instituyeron Takemikazuchi como el ujigami del clan Nakatomi (deidad del clan). O bien esa es la observación de Iwao Ōwaen su Jinja a kodai ōken saishi (1989). Continúa teorizando que el clan Ō originalmente era ōmi (大忌 "tabú mayor (sacerdocio)"), pero fue usurpado por los Nakatomi que estaban entre el "sacerdocio menor" (este último reclama el descenso del clan Inbe (忌部)).
El clan Nakatomi, esencialmente la rama sacerdotal del clan Fujiwara, también colocó la veneración de la deidad Takemikazuchi/Kashima en el Gran Santuario Kasuga en Nara. (El dios del trueno es uno de varios dioses venerados en el Gran Santuario).
Cuando el reinado de Yamato amplió el control en los dominios del este, Kashima (Kashima, Ibaraki) se convirtió en una base crucial. Y los ejércitos de Yamato y los generales oraron a las deidades Kashima y Katori para el éxito militar contra los intransigentes en el este, como ya se mencionó en la conquista del País del Medio. De esta manera, Takemikazuchi se convirtió en una deidad importante para la dinastía Yamato.

## En la cultura popular
- Takemikazuchi es un personaje secundario de las populares series de manga y anime Noragami y Dungeon ni Deai o Motomeru no wa Machigatteiru Darō ka.

- Takemikazuchi hace su aparición en la saga de juegos 2d fighting BlazBlue cómo un ser gigante con un gran poder de destrucción masiva el cuál sólo puede liberar su poder cada cierto tiempo.

- Takemikazuchi es un demonio en la saga de videojuegos Shin Megami Tensei y también una "persona" obtenible en la saga "Persona (serie)" siendo una "persona" principal en la cuarta entrega.

- Takemikazuchi sale en el videojuego Bayonetta 2 como un arma seleccionable siendo un mazo eléctrico el cual es un arma bastante poderosa pero no muy rápida

## Nota
1. ↑  Oho-na-mochi in Aston 1896